# Manzano
Manzano là một đô thị ở tỉnh Udine trong vùng Friuli-Venezia Giulia thuộc Ý, có cự ly khoảng 50 km về phía tây bắc của Trieste và khoảng 15 km về phía đông nam của Udine. Tại thời điểm ngày 31 tháng 12 năm 2004, đô thị này có dân số 6.845 người và diện tích là 30,9 km².
Đô thị Manzano có các frazioni (đơn vị cấp dưới, chủ yếu là các làng) Manzinello, Oleis, Rosazzo, San Lorenzo, San Nicolò, và Soleschiano.
Manzano giáp các đô thị: Buttrio, Corno di Rosazzo, Pavia di Udine, Premariacco, San Giovanni al Natisone, Trivignano Udinese.